# Lammert Buning
Lammert Buning (Assen, 17 november 1914 – Winschoten, 17 oktober 1979 ) was een Nederlands leraar en historicus. 

## Leven en werk
Buning werd geboren als zoon van Jacob Buning en Hilligje Schuiling. Hij bracht zijn jeugd door in Den Haag, alwaar hij de ULO en de Kweekschool bezocht. In 1934 behaalde hij zijn bevoegdheid als onderwijzer en in 1936 de hoofdakte. Vervolgens werkte hij aan verschillende scholen voor lager en voortgezet onderwijs in Den Haag en in het Westland. Van 1943 tot 1950 was hij leraar aan de ULO in Gorinchem en in dat laatste jaar werd hij uiteindelijk leraar en later adjunct-directeur van de Rijkskweekschool in Winschoten.
Ondertussen bleef Buning in zijn vrije tijd studeren, en na een aantal aanvullende bevoegdheden als leraar behaald te hebben, ging hij geschiendenis studeren. In 1960 deed hij zijn doctoraalexamen en in 1966 promoveerde hij aan de Rijksuniversiteit Groningen op zijn proefschrift Het herenbolwerk. Politieke en sociale terreinverkenningen in Drenthe over de periode 1748-1888. Daarin bracht hij wezen en aard van de Drentse regentenkaste tussen 1748 en 1888 in kaart. Het proefschrift werd becommentarieerd als een opmerkelijke verheldering van anderhalve eeuw Drentse geschiedenis, aan de hand van een verfrissende beschrijving van, deels nieuw, bronmateriaal. De term Herenbolwerk zou zich sindsdien een vaste plaats verwerven in de Drentse geschiedsschrijving.
Ook op een ander terrein van de Drentse geschiedschrijving heeft hij baanbrekend werk verricht, namelijk het onderzoek naar de radicalisering van Drentse boeren in de jaren ‘20 en ‘30 van de twintigste eeuw, met name in zijn artikel Landbouw en Maatschappij in Drenthe in de Nieuwe Drentse Volksalmanak van 1974.
Een ander aandachtsgebied van Buning was het Grootneerlandisme. De interesse hiervoor werd al vroeg bij hem gewekt tijdens een fietstocht die hij als kwekeling door Vlaanderen ondernam. Zijn laatste grote publicatie voor zijn overlijden was ook gewijd aan dit thema; een biografie over de flamingant J.D. Domela Nieuwenhuis Nyegaard: Het strijdbare leven van J.D. Domela Nieuwenhuis Nyegaard. Vlaming door keuze.
Zijn interesse voor politieke en sociale onderwerpen uit de nieuwste geschiedenis spitste zich vaak toe op personen die leiding gaven aan bepaalde bewegingen, waardoor deze publicaties vaak ook biografische trekken hadden.

## Privé
Buning trouwde op 21 augustus 1949 met Henderika Kramer. Ze kregen twee dochters; Erica (1947) en Marlien (1949).
- Biografisch Portaal: 02733496
- Digitale Bibliotheek voor de Nederlandse Letteren: buni002
- Système universitaire de documentation: 165247266
- Virtual International Authority File: 107391162